# Dusk!
Dusk! is een maandelijks betaald televisiekanaal met erotische/pornografische films, omschreven als "porno voor vrouwen" of "porna". Dusk! is gevestigd in Nederland en wordt door alle Nederlandse kabelaars (inclusief Ziggo en UPC Nederland (later gefuseerd tot VodafoneZiggo), CAIW (later DELTA Fiber Nederland) en KPN) aangeboden in hun erotische pakket. Daarnaast is Dusk! anno 2015 beschikbaar in 15 andere Europese landen en de Verenigde Staten. Het kanaal zendt 24/7 uit en is eigendom van 2GrapesMedia.

## Geschiedenis
Dusk! werd in 2008 opgericht door Martijn Broersma met als doel om een erotisch televisiekanaal op te bouwen dat gebaseerd is op de seksuele voorkeuren van vrouwen. Toen Dusk! in 2009 in Nederland werd gelanceerd, was het het eerste erotische/pornografische televisiekanaal ter wereld dat zich richtte op een vrouwelijk publiek. In 2011 was het kanaal naar verluidt beschikbaar voor 1,2 miljoen kijkers. Tegen januari 2015 had het een opmerkelijke groei doorgemaakt: alle Nederlandse kabelaars boden Dusk! aan in hun erotisch pakket en 15 andere Europese landen en de Verenigde Staten boden het aan via video on demand.
Het aanbod van op vrouwen gerichte films – ook wel bekend als vrouwvriendelijke erotiek, "porno voor vrouwen" of porna volgens Dusk! – is steeds verder toegenomen sinds de opkomst van de feministische pornografie in de jaren 1980 en sindsdien in toenemende mate geaccepteerd. Met toenemend succes in de jaren 2010 heeft Dusk! een significante rol gespeeld bij het helpen van (potentiële) vrouwelijke pornoconsumenten om te vinden wat zij leuk vinden volgens hun eigen fantasieën en behoeftes, hetgeen velen van hen niet hebben gevonden in de mainstream pornografie, die doorgaans hoofdzakelijk gericht is op het seksuele plezier van mannen.

## Inhoud

### Selectieproces
Een panel bestaande uit ongeveer 2000 vrouwen (per januari 2015) bepaalt samen welke films en video's er worden uitgezonden volgens wat zij als porna beschouwen. Dit selectieproces gaat als volgt:
1. Iedere vrouw kan zich aanmelden voor het panel.[6] Panelleden kunnen de video's die zij voor de selectie bekijken gratis bekijken.[1]
2. De vrouwen in het panel kijken regelmatig fragmenten uit allerlei soorten seksfilms, inclusief zowel hardcore mainstream films en films gemaakt vanuit een vrouwelijk oogpunt.[6]
3. Na het bekijken van het fragment wordt de vrouwen gevraagd om een enquête in te vullen waarin ze het fragment beoordelen en recenseren. De beoordeling bestaat uit drie gradaties "pikant": één peper betekent "ik werd er een beetje geil van", twee pepers betekent "pikant genoeg" en drie pepers betekent "super heet". In de recensie schrijven de panelleden vervolgens wat ze wel en niet leuk vonden aan de clips en of ze het beschouwden als porna of 'gewoon reguliere porno'.[6]
4. Voordat Dusk! een conclusie trekt over een film moet zij minstens honderd keer bekeken en beoordeeld zijn.[6]
5. Materiaal dat door het panel wordt afgewezen wordt niet uitgezonden. Volgens Yvette Luhrs (programmamanager bij Dusk! in 2015) betekent dit dat bepaalde niches, bijvoorbeeld harde sm, worden uitgesloten omdat de meeste vrouwen in het panel het afkeuren.[2]

### Resultaat:porna
Het materiaal dat door de selectie heen komt wordt porna genoemd (ter onderscheid van 'traditionele porno') en wordt uitgezonden. Deze term, die zodanig door Dusk!  is gepopulariseerd dat het nu een algemeen gangbaar begrip is geworden in de feministische pornografie, betekent ongeveer 'pornografie waarvan vrouwen echt genieten', gebaseerd op 'intimiteit' met een 'duidelijke context' en dat 'realistisch en expliciet is, met 'echte' mensen en goede evenwichtige ontwikkeling van seksueel verlangen, gemaakt met respect.' Broersma en de Amerikaanse erotische filmregisseur Jennifer Lyon Bell zeiden dat porna seks 'in een verhaallijn' plaatst waarin de acteurs en vooral de actrices 'hun hart en ziel leggen' in plaats van dat ze verstrooid overkomen. Dusk!-medewerker Xaviera Wong A Soy stelde in 2016 dat 'dit niet inhoudt dat er steeds in geknuffeld wordt en heel lang gepraat', maar dat porna ook ruw en in your face kan zijn, met dominante mannen of vrouwen en weinig woorden. Dusk!-netmanager Nadine Meanwell zei dat er extra aandacht wordt besteed aan dat vrouwen klaarkomen (vaak afwezig, onduidelijk of gefaked in mainstream porno) en dat het gehele lichaam van een man wordt getoond in plaats van alleen maar zijn penis (waarop veel vrouwen afknappen als ze mainstream porno kijken).
Sommige critici inclusief voormalig werknemer Yvette Luhrs hebben beweerd dat veel niches van de vrouwelijke seksualiteit er door het selectieproces worden uitgefilterd, zoals harde sm en meer 'mainstream' porno waar sommige vrouwen ook van genieten. Dusk! sluit daarmee minderheidsvoorkeuren onder vrouwen uit en haar porna is daarom aantrekkelijk voor de meeste, maar niet alle vrouwelijke kijkers.

## Regisseurs en films
Het televisiekanaal programmeert films van vrouwelijke pornoregisseurs zoals Candida Royalle, Petra Joy, Erika Lust, Anna Span, Tristan Taormino, Émilie Jouvet en Maria Beatty. Sommige van deze regisseurs maken feministische pornografie of pornografie gericht op een vrouwelijk publiek, terwijl anderen zich focussen op koppels.
Het kanaal zendt ook korte films uit van de Zweedse filmmaker Mia Engberg, die samen met twaalf andere regisseurs een collectie van feministische pornografische korte films heeft uitgebracht onder de titel Dirty Diaries.